# Claudia Hempel
Claudia Hempel (n. 25 septembrie 1958, Merseburg, Republica Democrată Germană, Germania) este o înotătoare ce a reprezentat Germania, medaliată olimpică. A participat la o ediție a Jocurilor Olimpice (1976) în care a câștigat o medalie de argint.